# Església de Sant Martí de Llémena
Església de Sant Martí de Llémena és l'església parroquial de Sant Martí de Llémena (Gironès) inclosa a l'Inventari del Patrimoni Arquitectònic de Catalunya.

## Descripció
Església d'origen romànic. És un edifici de planta rectangular, els murs exteriors són arrebossats i la coberta és de teula àrab a dos vessants. En un angle hi ha la torre campanar de planta rectangular, les parets són fetes amb carreus ben tallats i a la part superior hi ha una finestra amb arc de mig punt a cada façana. La torre clou amb una coberta piramidal de pedra. Adossat a la façana principal hi ha un porxo construït amb bigues de fusta que suporten una coberta de teula àrab a dos vessants. Aquest porxo descansa sobre dues columnes fetes amb peces cilíndriques de pedra, amb un basament de planta quadrada i el senzill capitell també de pedra.
La porta d'accés a l'interior és emmarcada amb pedra motllurada.

## Història
És l'església parroquial del poble de Sant Martí de Llémena, dedicada a Sant Martí. Es troba esmentada en documents de l'any 1031 i 1065, quan havia pertangut al capítol de la catedral de Girona. L'any 1129, Berenguer Ramon n'empenyorà a la canònica de la seu la quarta part dels delmes. Pertanyia a l'ardiaconat i després a l'arxiprestat de Girona.
Al segle xviii hi devia haver una important reforma, prova d'això és que l'any 1761 es troba cisellat a la façana.
Davant la façana principal hi ha un recinte tancat pel cementiri. Al porxo d'accés a l'església hi ha tombes a terra.